# Saison 7 de Bienvenue chez les Loud
 (juin 2024).
Si vous disposez d'ouvrages ou d'articles de référence ou si vous connaissez des sites web de qualité traitant du thème abordé ici, merci de compléter l'article en donnant les références utiles à sa vérifiabilité et en les liant à la section « Notes et références ».
Chronologie
Saison 6 Saison 8
Cet article présente les épisodes de la septième saison de la série télévisée d'animation américaine Bienvenue chez les Loud diffusée du 17 mai 2023 au 6 juin 2024 sur Nickelodeon.
En France, elle est diffusée du 2 octobre 2023 au 14 juin 2024 sur Nickelodeon France.

## Production

### Développement
Le 24 mars 2022, Nickelodeon annonce que la série est renouvelée pour une septième saison.

### Diffusion
- États-Unis : Du 17 mai 2023 au 6 juin 2024 sur Nickelodeon.
- France : Du 2 octobre 2023 au 14 juin 2024 sur Nickelodeon France.

## Épisodes

### Épisode 1:Préhistoire post-moderne
- États-Unis : 17 mai 2023 sur Nickelodeon
- France :
  - 2 octobre 2023 sur Nickelodeon France
  - 28 septembre 2024 sur Gulli

### Épisode 2:La Guerre des farces
- États-Unis : 18 mai 2023 sur Nickelodeon
- France :
  - 3 octobre 2023 sur Nickelodeon France
  - 28 septembre 2024 sur Gulli

### Épisode 3:Bébé rock
- États-Unis : 22 mai 2023 sur Nickelodeon
- France : 
  - 4 octobre 2023 sur Nickelodeon France
  - 28 septembre 2024 sur Gulli

### Épisode 4:Les petites manies
- États-Unis : 23 mai 2023 sur Nickelodeon
- France :
  - 5 octobre 2023 sur Nickelodeon France
  - 28 septembre 2024 sur Gulli

### Épisode 5:Ma vie sans sucreries
- États-Unis : 24 mai 2023 sur Nickelodeon
- France : 
  - 6 octobre 2023 sur Nickelodeon France
  - 28 septembre 2024 sur Gulli

### Épisode 6:Le maitre des désillusions
- États-Unis : 25 mai 2023 sur Nickelodeon
- France :
  - 9 octobre 2023 sur Nickelodeon France
  - 29 septembre 2024 sur Gulli

### Épisode 7:Anniversaire et sortilèges
- États-Unis : 28 septembre 2023 sur Nickelodeon[N 1]
- France :
  - 10 octobre 2023 sur Nickelodeon France
  - 29 septembre 2024 sur Gulli

### Épisode 8:Le drôle, le dur et les caids
- États-Unis : 7 septembre 2023 sur Nickelodeon[N 1]
- France :
  - 11 octobre 2023 sur Nickelodeon France
  - 29 septembre 2024 sur Gulli

### Épisode 9:Sur la route: Le Bizzaritorium
- États-Unis : 14 juillet 2023 sur Nickelodeon
- France :
  - 13 novembre 2023 sur Nickelodeon France
  - 8 septembre 2024 sur Gulli

### Épisode 10:Sur la route: Les Loud à la Maison-Blanche
- États-Unis : 14 juillet 2023 sur Nickelodeon
- France :
  - 14 novembre 2023 sur Nickelodeon France
  - 8 septembre 2024 sur Gulli

### Épisode 11:Sur la route: Randonnée abandonnée
- États-Unis : 14 juillet 2023 sur Nickelodeon
- France :
  - 15 novembre 2023 sur Nickelodeon France
  - 29 septembre 2024 sur Gulli

### Épisode 12:Sur la route: Brad et Rita
- États-Unis : 14 juillet 2023 sur Nickelodeon
- France :
  - 16 novembre 2023 sur Nickelodeon France
  - 29 septembre 2024 sur Gulli

### Épisode 13:Sur la route: À la recherche du pantin perdu
- États-Unis : 14 juillet 2023 sur Nickelodeon
- France :
  - 17 novembre 2023 sur Nickelodeon France
  - 3 novembre 2024 sur Gulli

- Paul Eiding : Mr Noix de coco

### Épisode 14:Sur la route: la nouvelle star
- États-Unis : 14 juillet 2023 sur Nickelodeon
- France : 
  - 20 novembre 2023 sur Nickelodeon France
  - 15 septembre 2024 sur Gulli

### Épisode 15:Sur la route: fuite d'amitié
- États-Unis : 14 juillet 2023 sur Nickelodeon
- France : 
  - 21 novembre 2023 sur Nickelodeon France
  - 15 septembre 2024 sur Gulli

### Épisode 16:La valse des tricheurs
- États-Unis : 5 septembre 2023 sur Nickelodeon
- France :
  - 22 janvier 2024 sur Nickelodeon France
  - 20 octobre 2024 sur Gulli

### Épisode 17:La méthode Astrid
- États-Unis : 5 septembre 2023 sur Nickelodeon
- France :
  - 23 janvier 2024 sur Nickelodeon France
  - 6 octobre 2024 sur Gulli

### Épisode 18:Remplaçante définitive
- États-Unis : 6 septembre 2023 sur Nickelodeon
- France :
  - 24 janvier 2024 sur Nickelodeon France
  - 13 octobre 2024 sur Gulli

- Cristina Vee : Nina

### Épisode 19:Un manège lessivant
- États-Unis : 6 septembre 2023 sur Nickelodeon
- France :
  - 25 janvier 2024 sur Nickelodeon France
  - 10 novembre 2024 sur Gulli

### Épisode 20:Autant en emporte le van
- États-Unis : 11 septembre 2023 sur Nickelodeon
- France :
  - 26 janvier 2024 sur Nickelodeon France
  - 17 novembre 2024 sur Gulli

- Frank Collison : Freddy Fungo

### Épisode 21:Sponsor, j'adore
- États-Unis : 12 septembre 2023 sur Nickelodeon
- France :
  - 29 janvier 2024 sur Nickelodeon France
  - 1er septembre 2024 sur Gulli

### Épisode 22:Le roi de la fête
- États-Unis : 13 septembre 2023 sur Nickelodeon
- France :
  - 30 janvier 2024 sur Nickelodeon France
  - 22 septembre 2024 sur Gulli

### Épisode 23:Nuit blanche à Royal Woods
- États-Unis : 14 septembre 2023 sur Nickelodeon
- France :
  - 31 janvier 2024 sur Nickelodeon France
  - 27 octobre 2024 sur Gulli

### Épisode 24:La vie rêvée de Liam
- États-Unis : 16 janvier 2024 sur Nickelodeon[N 2]
- France :
  - 1er février 2024 sur Nickelodeon France
  - 24 novembre 2024 sur Gulli

### Épisode 25:La reine du ring
- États-Unis : 17 janvier 2024 sur Nickelodeon[N 2]
- France :
  - 2 février 2024 sur Nickelodeon France
  - 1er septembre 2024 sur Gulli

### Épisode 26:Adieu Tanya
- États-Unis : 18 janvier 2024 sur Nickelodeon
- France :
  - 3 juin 2024 sur Nickelodeon France
  - 12 janvier 2025 sur Gulli

### Épisode 27:Un secret bien enterré
- États-Unis : 22 janvier 2024 sur Nickelodeon
- France :
  - 3 juin 2024 sur Nickelodeon France
  - 8 décembre 2024 sur Gulli

### Épisode 28:Détective Mystère
- États-Unis : 23 janvier 2024 sur Nickelodeon
- France :
  - 4 juin 2024 sur Nickelodeon France
  - 15 décembre 2024 sur Gulli

### Épisode 29:Le millionième client
- États-Unis : 24 janvier 2024 sur Nickelodeon
- France :
  - 4 juin 2024 sur Nickelodeon France
  - 22 décembre 2024 sur Gulli

### Épisode 30:Un dernier farce à farce
- États-Unis : 25 janvier 2024 sur Nickelodeon
- France :
  - 5 juin 2024 sur Nickelodeon France
  - 29 décembre 2024 sur Gulli

### Épisode 31:Opération vol de licorne
- États-Unis : 3 juin 2024 sur Nickelodeon
- France :
  - 6 juin 2024 sur Nickelodeon France
  - 4 décembre 2024 sur Gulli

### Épisode 32:C'était le combat avant Noël
- États-Unis : 1er décembre 2023 sur Nickelodeon
  - 5 janvier 2025 sur Gulli

- Rob Riggle : Lance

### Épisode 33:Sorts en stock
- États-Unis : 3 juin 2024 sur Nickelodeon
- France :
  - 7 juin 2024 sur Nickelodeon France
  - 7 décembre 2024 sur Gulli

- Imogen Cohen : Amber

### Épisode 34:À plat nommé
- États-Unis : 4 juin 2024 sur Nickelodeon
- France :
  - 10 juin 2024 sur Nickelodeon France
  - 7 décembre 2024 sur Gulli

### Épisode 35:Dettes dacier
- États-Unis : 4 juin 2024 sur Nickelodeon
- France :
  - 11 juin 2024 sur Nickelodeon France
  - 6 décembre 2024 sur Gulli

### Épisode 36:Les nouveaux riches
- États-Unis : 5 juin 2024 sur Nickelodeon
- France :
  - 12 juin 2024 sur Nickelodeon France
  - 10 décembre 2024 sur Gulli

### Épisode 37:Farces en force
- États-Unis : 5 juin 2024 sur Nickelodeon
- France :
  - 13 juin 2024 sur Nickelodeon France
  - 10 décembre 2024 sur Gulli

### Épisode 38:Opération opéra
- États-Unis : 6 juin 2024 sur Nickelodeon
- France :
  - 14 juin 2024 sur Nickelodeon France
  - 10 décembre 2024 sur Gulli